# Ардагано-Михайловский 204-й пехотный полк
204-й пехотный Ардагано-Михайловский полк — пехотная воинская часть Русской императорской армии.
Старшинство: 16 августа 1806.
Полковой праздник: 6 мая, день Иова Многострадального.

## Формирование и кампании полка
Полк сформирован 21 января 1909 г. из Ардаганского 260-го резервного пехотного полка и Михайловского крепостного батальона.

### Ардаганский полк
Ардаганский полк вёл своё происхождение от 4-й Кавказской туземной дружины, предназначенной к сформированию 12 июня 1887 г., на основании Высочайшего указа об отбывании воинской повинности населением Закавказского края и инородцами Северного Кавказа. При общем преобразовании резервных и местных войск на Кавказе, эта дружина 20 сентября 1889 г. была переформирована в Ардаганский двухбатальонный резервный туземный полк, который в 1899 г. обращён в 260-й Ардаганский резервный пехотный полк. Полку в 1901 г. было пожаловано простое знамя с надписью на скобе: «1887 г. 4-я Кавказская (туземная) резервная (кадровая) дружина — 1889 г. 260-й пехотный резервный Ардаганский полк».

### Михайловский крепостной батальон
- 16.08.1806 г. - из 4-х рот Екатеринбургского мушкетерского полка сформирован Мингрельский мушкетерский полк
- 22.02.1811 г. - Мингрельский пехотный полк
- 21.03.1834 г. - полк расформирован. Из 2-го батальона сформирован Черноморский линейный №8-го батальон
- 17.01.1839 г. - Черноморский линейный №9-го батальон
- 18.02.1840 г. - Черноморский линейный №10-го батальон
- 03.02.1842 г. - Черноморский линейный №11-го батальон
- 23.07.1856 г. - Черноморский линейный №3-го батальон
- 08.04.1858 г. - Кавказский линейный №35-го батальон
- 23.03.1868 г. - 18-й Кавказский линейный батальон
- 01.08.1874 г. - 4-й Кавказский линейный батальон
- 06.11.1883 г. - Батумский местный батальон
- 20.09.1889 г. - Батумский крепостной пехотный батальон
- 30.10.1894 г. - Михайловский крепостной пехотный батальон

Михайловский крепостной батальон принадлежал к числу войсковых частей, имевших более чем 100-летнее старшинство, а именно с 16 августа 1806 г. В этом году последовало распоряжение о сформировании из трёх рот Екатеринбургского мушкетерского полка, нижних чинов трёх гарнизонных батальонов и рекрут — Мингрельского мушкетерского полка, который закончил своё формирование 18 февраля 1807 г. и через несколько месяцев был отправлен на театр военных действий в Молдавскую армию, почему первые 7 лет своего существования провёл в непрерывных походах, сперва в 1807—1812 гг. в русско-турецкой войне, потом в 1812 г. — в Отечественной и в 1813 и 1814 гг. в заграничных кампаниях, закончив своё боевое поприще участием в покорении г. Гамбурга. В 1819 г. Мингрельский полк был двинут на Кавказ, где с 1820 г. вплоть до своего расформирования в 1834 г. принимал деятельное и почти непрерывное участие в многочисленных экспедициях против различных горских народов. Особые подвиги Мингрельцы оказали в русско-турецкую войну 1828—1829 гг., а именно: 1) в 1828 г. участвовали в осаде крепости Поти, которая, после месячной обороны, сдалась 25 июля; 2) в 1829 г. — в боях при укреплённом лагере у Лимони и на Муха-Эстатской позиции, закончившихся полным поражением турок, а 17 сентября — при штурме Цихидзирских укреплений. Полку были пожалованы знаки на шапки с надписью: «за отличие».
Несмотря на такое славное боевое прошлое, Мингрельский полк в 1834 г., при общем переформировании пехоты отдельного Кавказского корпуса, был расформирован, причём из 3-го батальона этого полка составили Черноморский линейный № 8 батальон, явившийся прямым родоначальником Михайловского крепостного пехотного батальона, история которого тесно связана с Мингрельским полком, начиная с переданного батальону старшинства.
В 1839 г. Черноморский № 8 батальон был переименован в батальон № 9, в 1840 г.—№ 10, в 1842 г.—№ 11, в 1856 г.—№ 3. С отменой в 1858 г. существовавшего подразделения линейных батальонов на Кавказские, Грузинские и Черноморские и с введением одного общего наименования, батальон был назван Кавказским линейным № 35 батальоном. В 1868 г., вследствие переформирования линейных батальонов, батальон назван № 18, а в 1874 г., при преобразовании пехоты Кавказской армии, — 4-м Кавказским линейным батальоном, который в 1884 г. переименован в Батумский местный батальон. При переформировании резервных и местных войск в 1889 г., из этого батальона и Абас-Туманской местной команды образовали Батумский крепостной пехотный (кадровый) батальон, переименованный 30 октября 1894 г. в Михайловский. Михайловский крепостной пехотный батальон, имея славное боевое прошлое, занесённое на страницы боевой летописи Кавказа предшественниками его — Мингрельцами и линейцами, почти не знавшими мирной жизни, унаследовал и заслуженные ими боевые награды. 25 октября 1855 г. в Ингурском сражении Черноморский батальон № 11, по донесению начальника отряда, «покрыл себя геройской славой и оказал чудеса храбрости: первым начав бой, он выдержал его почти семь часов (6 линейных рот сражались с 10 тыс. турок) и, уже потерпев жестокий урон (общая потеря батальона была 156 человек, из них 3 офицера и 78 нижних чинов убитыми), разъединенный неприятелем, последним начал отступление, при чем штыками прокладывал себе путь сквозь толпы турок». 30 августа 1856 г. батальону было пожаловано Георгиевское знамя с надписью: «за отличие в сражении на р. Ингуре 25 октября 1855 г.». 4-й же Кавказский линейный батальон в 1877 г. оказал ряд подвигов в различных экспедициях против турок и скопищ абхазцев. 6 января 1879 г. всем четырём ротам батальона были пожалованы знаки на головные уборы с надписью: «за отличие противу турок в Абхазии в 1877 г.», с сохранением и прежней надписи: «за отличие в турецкую войну 1828 и 1829 годов». В 1906 г. Михайловскому крепостному пехотному батальону, по случаю 100-летнего служения Царю и Отечеству, было Высочайше пожаловано Георгиевское знамя с Александровскими юбилейными лентами и с прежнею надписью.

### Ардагано-Михайловский полк
При образовании Ардагано-Михайловского полка, последнему 21 января 1909 г. было: 1) присвоено старшинство Михайловского крепостного пехотного батальона — с 16 августа 1806 г., 2) передано Георгиевское знамя баталиона и 3) знаки на головные уборы с надписью «За отличие», которые присвоены лишь 5-ти ротам. При сформировании Ардагано-Михайловский полк носил номер 260-й, а по краткому расписанию войск, объявленному в 1910 г. получил номер 204-й.

## Шефы Мингрельского полка
- 24.08.1806—02.09.1809 — полковник (с 12.12.1807 генерал-майор) барон Унгерн-Штернберг, Густав Иванович
- 02.09.1809—01.09.1814 — полковник (с 07.08.1810 генерал-майор) Збиевский, Тимофей Иванович

## Командиры полка и его предшественников

### Мингрельский полк
- 27.06.1807—30.08.1808 — полковник Авдулин, Алексей Николаевич[1]
- 21.03.1809—15.05.1811 — полковник Кузнецов, Андрей Андреевич
- 31.08.1812—xx.xx.1815 — майор Ермолин, Иван Кузмич
- 19.04.1816—28.01.1817 — подполковник Ермолин, Иван Кузмич
- 28.01.1817—22.07.1818 — полковник Анненков, Николай Петрович
- 22.07.1818—23.07.1821 — полковник Сафьянов
- 23.07.1821—25.03.1828 — полковник князь Бебутов, Василий Осипович

### Ардаганский резервный пехотный полк (с 26.05.1899 — 260-й)
- 09.11.1889 — 22.08.1890 — полковник Кашталинский, Николай Александрович
- 23.09.1890 — хх.хх.1892 — полковник Анастасиенко, Николай Самсонович
- 01.06.1892 — 04.03.1895 — полковник Линдблад, Леопольд Иоганович
- 14.03.1895 — 02.11.1901 — полковник Шкабич, Александр Васильевич
- 10.01.1902 — 16.03.1906 — полковник Горяев, Фёдор Алексеевич
- 16.03.1906 — 15.12.1906 — полковник Буткевич, Владимир Цезаревич
- 15.12.1906 — 21.06.1912 — полковник Жуковский, Владимир Иванович

### Михайловский крепостной батальон
- 24.03.1856 — хх.хх.1867 — подполковник (с 22.08.1864 полковник) Котляревский, Алексей Фёдорович (Черноморский линейный № 11-го батальон)
- хх.хх.1868 — хх.хх.1878 — подполковник (с 30.08.1870 полковник) Бертье-Делагард, Александр Александрович (18-й Кавказский линейный батальон)
- 19.03.1878 — 15.02.1879 — полковник Нельдихин, Карл (Евгений) Альбертович (4-й Кавказский линейный батальон)
- хх.хх.1879 — хх.хх.1883 — полковник Визиров, Дмитрий Григорьевич
- 11.12.1883 — 03.12.1886 — флигель-адъютант полковник Коленко, Григорий Дмитриевич (Батумский местный батальон)
- 16.12.1886 — хх.хх.1889 — полковник Шевич, Степан Дмитриевич
- 03.06.1889 — 01.07.1891 — флигель-адъютант полковник Гераков, Пётр Николаевич
- 09.07.1891 — 20.06.1894 — полковник Троицкий, Василий Егорович
- 07.07.1894 — 04.08.1897 — полковник князь Вачнадзе, Авраам Георгиевич
- 27.08.1897 — 01.10.1899 — полковник Ползиков, Пётр Владимирович
- 29.11.1899 — 29.12.1905 — полковник Мертенгрен, Фёдор Фёдорович
- 03.01.1906 — 24.05.1906[2] — полковник Тунеберг, Михаил Фабианович
- 25.05.1906 — 15.12.1906 — полковник Жуковский, Владимир Иванович
- 19.12.1906 — 12.08.1907 — полковник Иваницкий, Василий Иванович
- 04.10.1907 — 21.01.1909 — полковник Триденский, Автоном Онуфриевич

### Ардагано-Михайловский 204-й пехотный полк
- 21.01.1909 — 21.06.1912 — полковник Жуковский, Владимир Иванович
- 23.07.1912 — 11.08.1915 — полковник (с 21.05.1915 генерал-майор) Мельников, Илиодор Иванович
- 02.09.1915 — после 27.06.1917 — полковник Тимченко-Ярещенко, Павел Иванович